# Qasr al-Hallabat

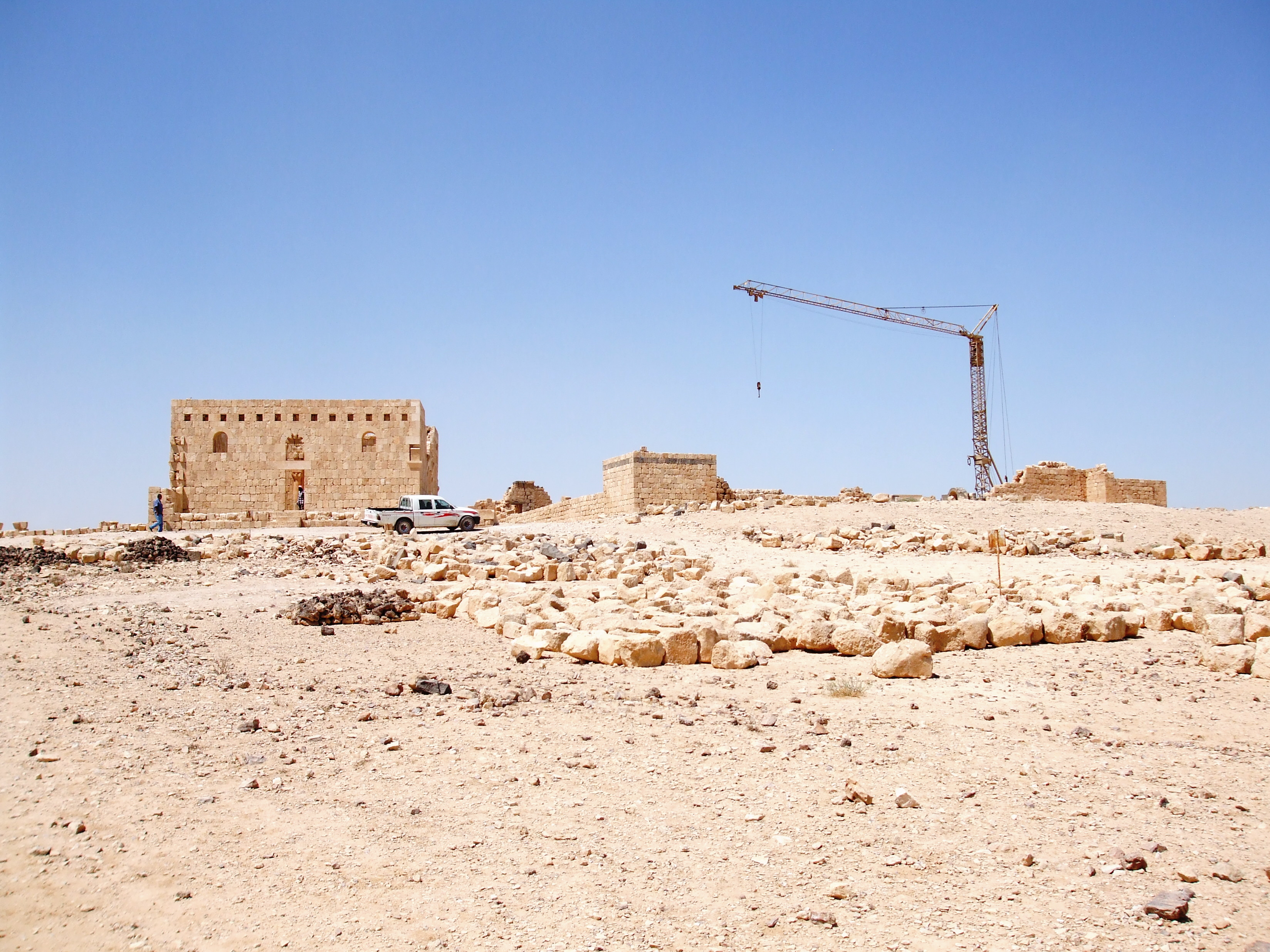
Vista del complejo de Al-Hallabat

Qasr al-Hallabat es una ciudad de la Gobernación de Amán en el nordeste de Jordania. La ciudad recibió este nombre por el castillo de los omeyas que aquí se localiza. En el mismo término municipal se encuentra el Qasr Hammam As Sarah.

## El complejo
En un principio fue una fortaleza romana construida por el emperador Caracalla para proteger a los habitantes de esta región de las tribus beduinas, en los siglos II y III, aunque hay evidencias de presencia anterior nabatea en este lugar. Era una de las muchas fortalezas de la Vía Trajana Nova, que unía Damasco y Áqaba a través de Petra y Amán. Sin embargo, en el siglo VIII, el califa omeya Hisham ibn Abd al-Malik ordenó derruir las estructuras romanas y construir un importante complejo residencial en el desierto.
Su plan incluía un palacio, una mezquita, un complicado sistema hidráulico que incluye cinco cisternas y un gran depósito de agua, y unos baños. Al oeste del palacio hay una estructura que debió servir para usos agrícolas, ya que en la región se cultivaban olivos y viñedos. De esta construcción sólo permanece en pie una hilera de piedras, mientras que de la mezquita se conservan tres secciones del muro, incluido el mihrab.
La construcción principal, el palacio, es de basalto negro y arenisca, y es de planta cuadrada, con una torre en cada esquina. Su interior estaba adornado con magníficos mosaicos de animales, detallados frescos y relieves de estuco finamente elaborados.
La mezquita se encuentra a un kilómetro y medio del palacio, es pequeña, de 11 por 11 metros y está hecha de arenisca. Su interior está dividido en tres partes por dos arcadas y el techo es abovedado. Rodeando la mezquita por el norte, el este y el oeste hay un pórtico de 3,30 metros.